# Margaroperdix madagascarensis
Margaroperdix madagascarensis là một loài chim trong họ Phasianidae.